# ۴۴۷ (قمری)
۴۴۷ (قمری)، چهارصد و چهل و هفتمین سال در گاهشماری هجری قمری است. اول محرم این سال برابر با هشتم آوریل سال ۱۰۵۵ میلادی است.

## وابسته
- شیخ طوسی